# The White Stripes Greatest Hits
The White Stripes Greatest Hits  (označované také jako My Sister Thanks You a I Thank You: The White Stripes Greatest Hits) je první kompilační album skupiny The White Stripes, vydané nakladatelstvím Third Man Records dne 4. prosince, 2020. Album obsahuje 26 skladeb ze všech šesti studiových alb skupiny, včetně dvou skladeb původně vydaných na samostatných singlech.

## Pozadí
Album je první kompilací kapely v její historii a prvním neživým nebo "ne-video" vydáním od rozpuštěním skupiny v roce 2011. Album bylo oznámeno 6. října 2020 s prohlášením nakladatelství: Chápeme, že myšlenka Greatest Hits se v době streamování může zdát irelevantní, ale také z celého srdce věříme, že si skvělé kapely zaslouží své Největší hity.

## Seznam skladeb
Všechny skladby napsal(i) Jack White, není-li uvedeno jinak. 
| Pořadí         | Název                                    | původní album              | Délka |
| -------------- | ---------------------------------------- | -------------------------- | ----- |
| 1.             | Let's Shake Hands                        | singl (1998)               | 2:04  |
| 2.             | The Big Three Killed My Baby             | The White Stripes (1999)   | 2:29  |
| 3.             | Fell in Love with a Girl                 | White Blood Cells (2001)   | 1:50  |
| 4.             | Hello Operator                           | De Stijl (2000)            | 2:36  |
| 5.             | I'm Slowly Turning into You              | Icky Thump (2007)          | 4:34  |
| 6.             | The Hardest Button to Button             | Elephant (2003)            | 3:32  |
| 7.             | The Nurse                                | Get Behind Me Satan (2005) | 3:47  |
| 8.             | Screwdriver                              | The White Stripes (1999)   | 3:14  |
| 9.             | Dead Leaves and the Dirty Ground         | White Blood Cells (2001)   | 3:03  |
| 10.            | Death Letter                             | De Stijl (2000)            | 4:29  |
| 11.            | We're Going to Be Friends                | White Blood Cells (2001)   | 2:22  |
| 12.            | The Denial Twist                         | Get Behind Me Satan (2005) | 2:35  |
| 13.            | I Just Don't Know What to Do with Myself | Elephant (2003)            | 2:46  |
| 14.            | Astro                                    | The White Stripes (1999)   | 2:42  |
| 15.            | Conquest                                 | Icky Thump (2007)          | 2:48  |
| 16.            | Jolene                                   | singl (2000)               | 3:17  |
| 17.            | Hotel Yorba                              | White Blood Cells (2001)   | 2:10  |
| 18.            | Apple Blossom                            | De Stijl (2000)            | 2:13  |
| 19.            | Blue Orchid                              | Get Behind Me Satan (2005) | 2:37  |
| 20.            | Ball and Biscuit                         | Elephant (2003)            | 7:18  |
| 21.            | I Fought Piranhas                        | The White Stripes (1999)   | 3:07  |
| 22.            | I Think I Smell a Rat                    | White Blood Cells (2001)   | 2:04  |
| 23.            | Icky Thump                               | Icky Thump (2007)          | 4:14  |
| 24.            | My Doorbell                              | Get Behind Me Satan (2005) | 4:01  |
| 25.            | You're Pretty Good Looking (For a Girl)  | De Stijl (2000)            | 1:49  |
| 26.            | Seven Nation Army                        | Elephant (2003)            | 3:51  |
| Celková délka: | Celková délka:                           | Celková délka:             | 79:28 |

## Obsazení

### The White Stripes
- Jack White - kytara, zpěv, klavír, varhany, syntezátor, marimba
- Meg White - bicí, zpěv

### Obal alba
- Pieter M. van Hattem - fotografie
- Jordan Williams - design